# Siervas de San José
La Congregación de las Siervas de San José (oficialmente en latín: Congregatio Servarum a S. Ioseph) es una congregación religiosa católica femenina de derecho pontificio, fundada en Salamanca, España, por el religioso jesuita Francisco Butiñá Hospital y la salmantina Bonifacia Rodríguez de Castro, en 1874. Las religiosas de esta congregación son conocidas como Siervas de San José o simplemente como Josefinas, popularmente son conocidas también como butiñanas, y posponen a sus nombres las siglas S.S.J.

## Historia

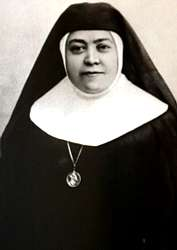
Bonifacia Rodríguez Castro (1837-1905), fundadora de las Siervas de San José.

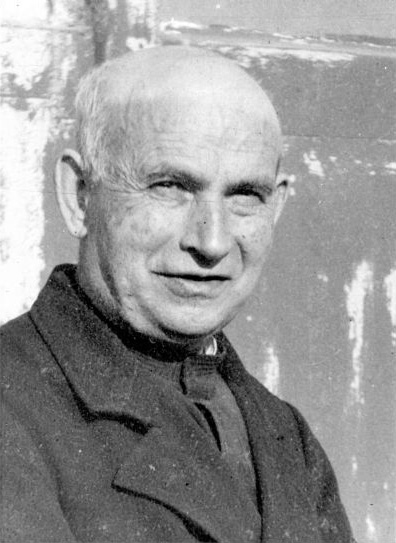
Francisco Butiñá Hospital (1834-1899), también reconocido como fundador de la congregación.

### Origen: Asociación josefina
Era una joven de Salamanca muy devota, que trabajaba en un taller de cordonería y pasamanería. Ella pretendía santificar el trabajo mediante la oración.Había sentido la llamada a la vida religiosa y quería hacerse monja, pero a raíz del encuentro con el jesuita catalán, Francesc Xavier Butinyà i Hospital,sj que había llegado a Salamanca, en octubre de 1870 y tenía gran preocupación, por los obreros y empleados,cambió de opinión. Bonifacia eligió a Butinyà,como su director espiritual y entró en contacto con las jóvenes,que frecuentaban su taller.Pensaron entonces en fundar una asociación femenina, titulada  la Inmaculada, conocida como Asociación Josefina, dedicada a la protección y atención de la mujer trabajadora, para enseñar un oficio y dar trabajo a las mujeres pobres que no lo tenían.

### Fundación
Bonifacia Rodríguez de Castro, junto a seis chicas de la Asociación Josefina, inició la vida comunitaria en el taller de Salamanca, el 10 de enero de 1874, bajo la dirección de Butinyà y con la aprobación del obispo de Salamanca, Joaquín Lluch y Garriga (7 de enero de 1874). El 19 de marzo siguiente, el mismo obispo celebró la ceremonia de imposición del hábito de las religiosas, que tomaron como modelo el hábito carmelita.

### Vicisitudes y aprobación
La situación política en España, entonces, hizo que Butinyà fuera desterrado del país, por lo que la dirección de las Siervas de san José quedó totalmente en manos de Bonifacia. Al regresar del destierro, el fundador llegó a Barcelona, allí fundó las Siervas de san José de Cataluña, con el ideal de unirlas, más tarde, a las Siervas de Salamanca. Para ese cometido, Bonifacia viajó a Gerona en 1882, pero por causa de dificultades internas, las josefinas de Cataluña permanecieron independientes y se convirtieron en la  Congregación de las Hijas de San José.
Este altercado hizo que miembros de la Congregación promovieran la destitución de Bonifacia como superiora. La casa de Salamanca modificó las constituciones sin el acuerdo de la fundadora. Para solucionar el conflicto, Bonifacia propuso al nuevo obispo de Salamanca, Narciso Martínez Izquierdo, que le permitiera fundar una nueva comunidad en Zamora, y partió hacia allí con su madre, el 25 de julio de 1883. Cuando las religiosas recibieron la aprobación pontificia el 1 de julio de 1901, de parte del Papa León XIII, no incluyeron la casa de Zamora. Bonifacia murió, en esa casa, el 28 de agosto de 1905, en total abandono de las suyas. Hasta el 23 de enero de 1907, la casa de Zamora no se incorporó a la Congregación.
Las constituciones fueron aprobadas ad experimentum por la Santa Sede, el 2 de julio de 1930, y definitivamente el 14 de diciembre de 1942.
Bonifacia Rodríguez de Castro, SSJ fundadora, fue beatificada por el papa Juan Pablo II el 9 de julio de 2003 y canonizada por Benedicto XVI el 23 de octubre de 2011. El proceso de canonización del fundador fue incoado en 2007 y ahora se le reconoce, en la Iglesia católica, con el título de Siervo de Dios.

## Actividades y presencias
Las Siervas de san José promueven la dignidad de la mujer y llevan a cabo la misión a través del trabajo manual, la realización de actividades educativas y sociales de integración, participando con grupos y organizaciones que dan respuesta a necesidades del mundo trabajador pobre.
En 2024, las Siervas de san José cuentan con 419 religiosas, presentes en Argentina, Bolivia, Chile, Colombia, Cuba, España, Filipinas,Zambia, Papúa Nueva Guinea, Perú, República Democrática del Congo, Vietnam, Palm Beach Florida. La casa general está en Madrid y su actual superiora general es Mª Magdalena Albertos Blanquer.